# 龍蟠苑
龍蟠苑（英語：Lung Poon Court）是黃大仙區的居者有其屋屋苑之一，位於香港九龍大磡，屬居者有其屋第八期乙及第十三期甲屋苑之一，於1987年起至1992年期間分為3期入伙。

## 位置及歷史
龍蟠苑位於鑽石山山麓大磡，龍翔道以北及鳳德道以南，毗鄰鑽石山站，而屋苑對出一段街道亦命名為龍蟠街。
龍蟠苑坐落的土地原為大磡村木屋區，部份於七十年代後期配合地下鐵路修正早期系統之興建陸續拆卸，而龍翔道於八十年代延長並把大磡村一分為二。及後，北面範圍尚餘的部份木屋於1981年的一場火災中全部被焚燬，隨即被全面拆卸並興建公共房屋，即現今的龍蟠苑。
龍蟠苑共分三期，第一、二期同時興建及出售，設計為風車型，34-37層高，主要提供一房及兩房的中小型單位；而第三期的龍環閣則是34層高的新十字型設計，提供兩房、三房及三房連儲物室的中型及大型單位，此座樓宇因需待巴士總站搬遷及地鐵出入口重建完成後，才能興建及出售。而外牆用料及設計則七座保持一致採用紙皮石及油漆壓花處理。

## 屋苑資料
龍蟠苑共有七幢住宅大廈，並自設花園、多層停車場及商場等。龍蟠商場樓高2層，商戶包括OK便利店、文具店、茶餐廳、診所和新光海鮮酒家和小型街市。龍蟠苑A-F座由富城集團管理；龍蟠苑G座則由創毅物業服務顧問管理。
在龍蟠苑花園，禁止溜狗和吸煙

### 樓宇
| 樓宇名稱（座號） | 樓宇類型                | 入伙日期       | 樓宇層數 （住宅層數） | 每層伙數                                         | 每座單位數目（伙） | 建築師       | 承建商   | 提供升降機的廠商  | 期數 |
| ---------------- | ----------------------- | -------------- | --------------------- | ------------------------------------------------ | ------------------ | ------------ | -------- | ----------------- | ---- |
| 龍珊閣（A座）    | 風車型                  | 1987年2月17日  | 38 （1-37樓）         | 16（1-33樓） 僅提供1至4、9至12號單位（34-37樓）  | 560                | 房屋署建築師 | 有成建築 | 通力              | 1    |
| 龍瑚閣（B座）    | 風車型                  | 1987年2月17日  | 38 （1-37樓）         | 16（1-33樓） 僅提供1至4、9至12號單位（34-37樓）  | 556                | 房屋署建築師 | 有成建築 | 通力              | 1    |
| 龍珠閣（C座）    | 風車型                  | 1987年2月17日  | 38 （1-37樓）         | 16（1-33樓） 僅提供5至8、13至16號單位（34-37樓） | 552                | 房屋署建築師 | 有成建築 | 通力              | 1    |
| 龍璣閣（D座）    | 風車型                  | 1987年2月17日  | 38 （1-37樓）         | 16（1-33樓） 僅提供1至4、9至12號單位（34-37樓）  | 552                | 房屋署建築師 | 有成建築 | 通力              | 1    |
| 龍璋閣（E座）    | 風車型                  | 1987年4月21日  | 38 （1-37樓）         | 16（1-33樓） 僅提供1至4、9至12號單位（34-37樓）  | 560                | 房屋署建築師 | 有成建築 | 通力              | 2    |
| 龍璧閣（F座）    | 風車型                  | 1987年4月21日  | 38 （1-37樓）         | 16（1-33樓） 僅提供5至8、13至16號單位（34-37樓） | 560                | 房屋署建築師 | 有成建築 | 通力              | 2    |
| 龍環閣（G座）    | 新十字型 （1984年版本） | 1992年11月12日 | 35 （1-34樓）         | 10（1至34樓）                                    | 340                | 房屋署建築師 | 禮頓建築 | 英國通用電氣-捷運 | 3    |

### 公共設施

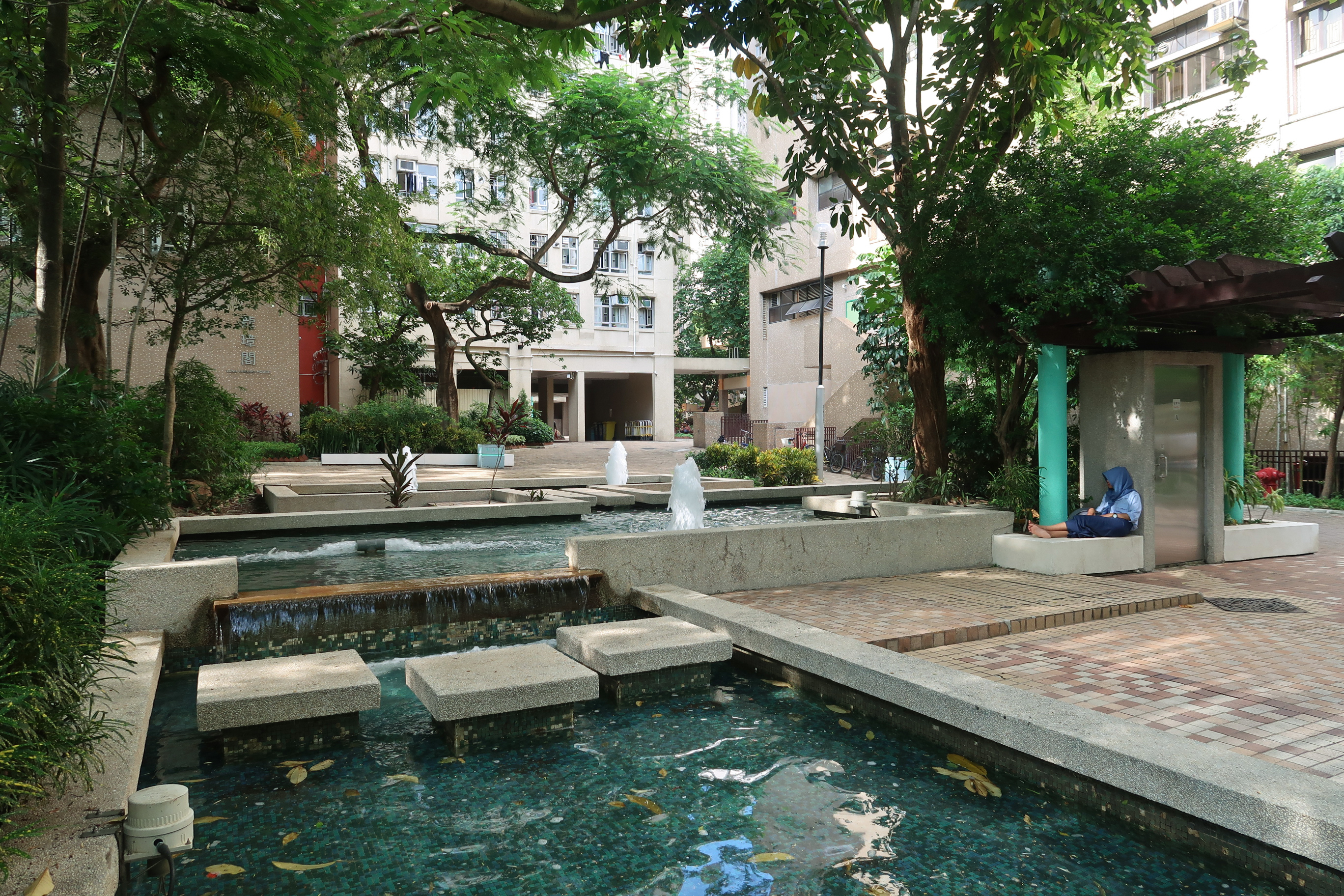
龍蟠苑水池及庭園

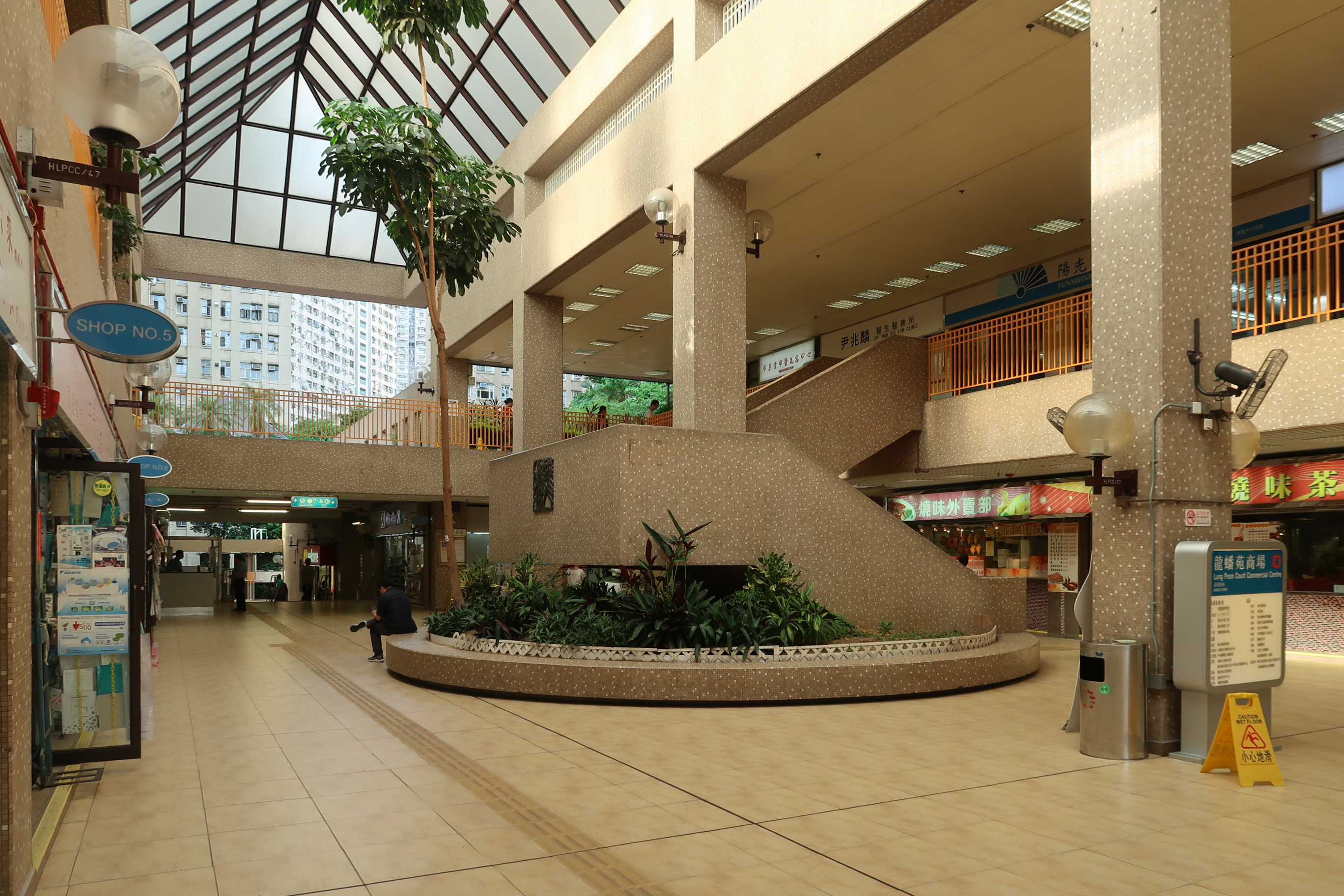
龍蟠苑商場

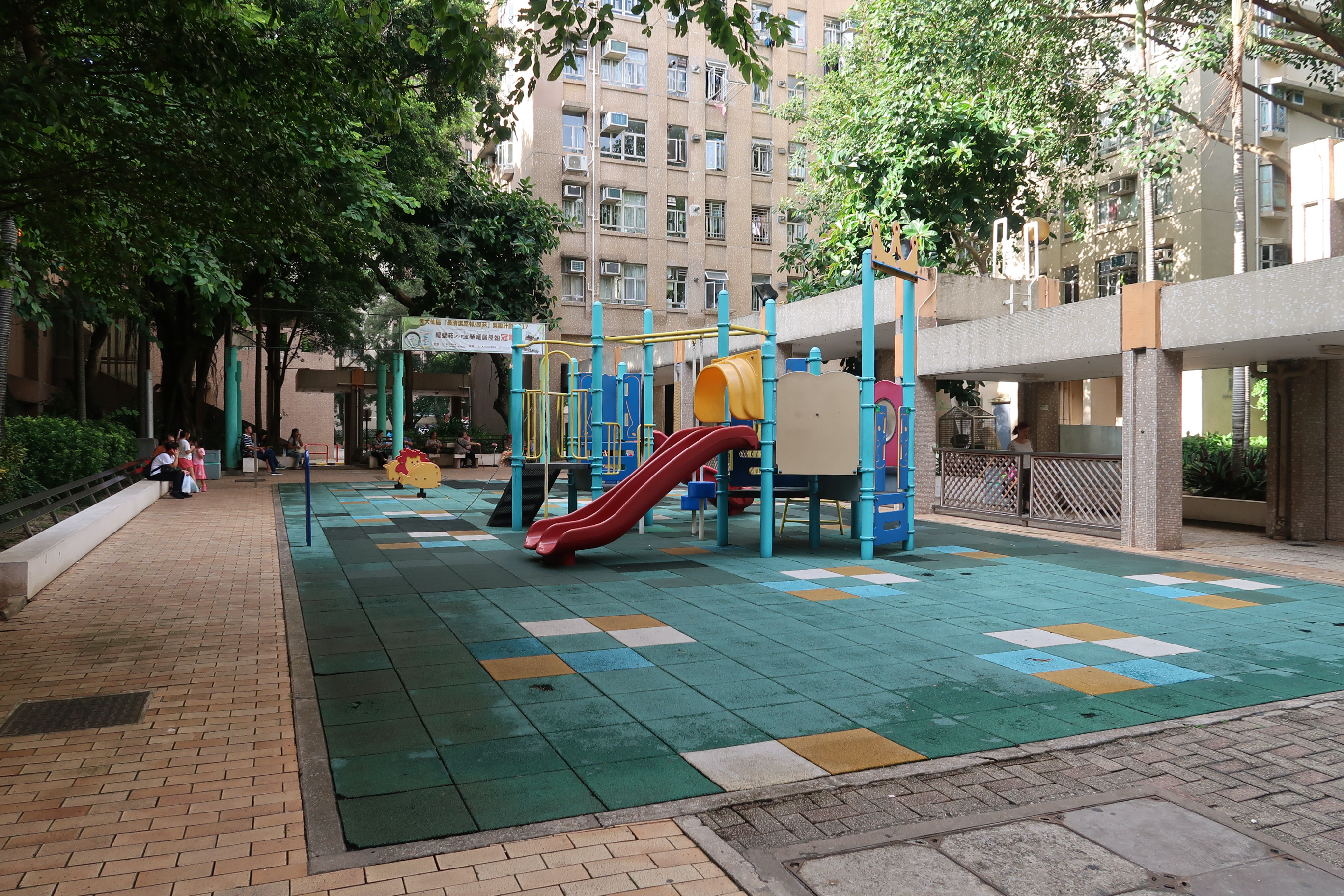
兒童遊樂場

- 龍蟠苑商場（上層）
- 龍蟠苑商場停車場（下層）
- 龍蟠苑公園
- 龍蟠苑多層停車場
- 籃球場及羽毛球場
- 有蓋行人道連接各大廈及商場

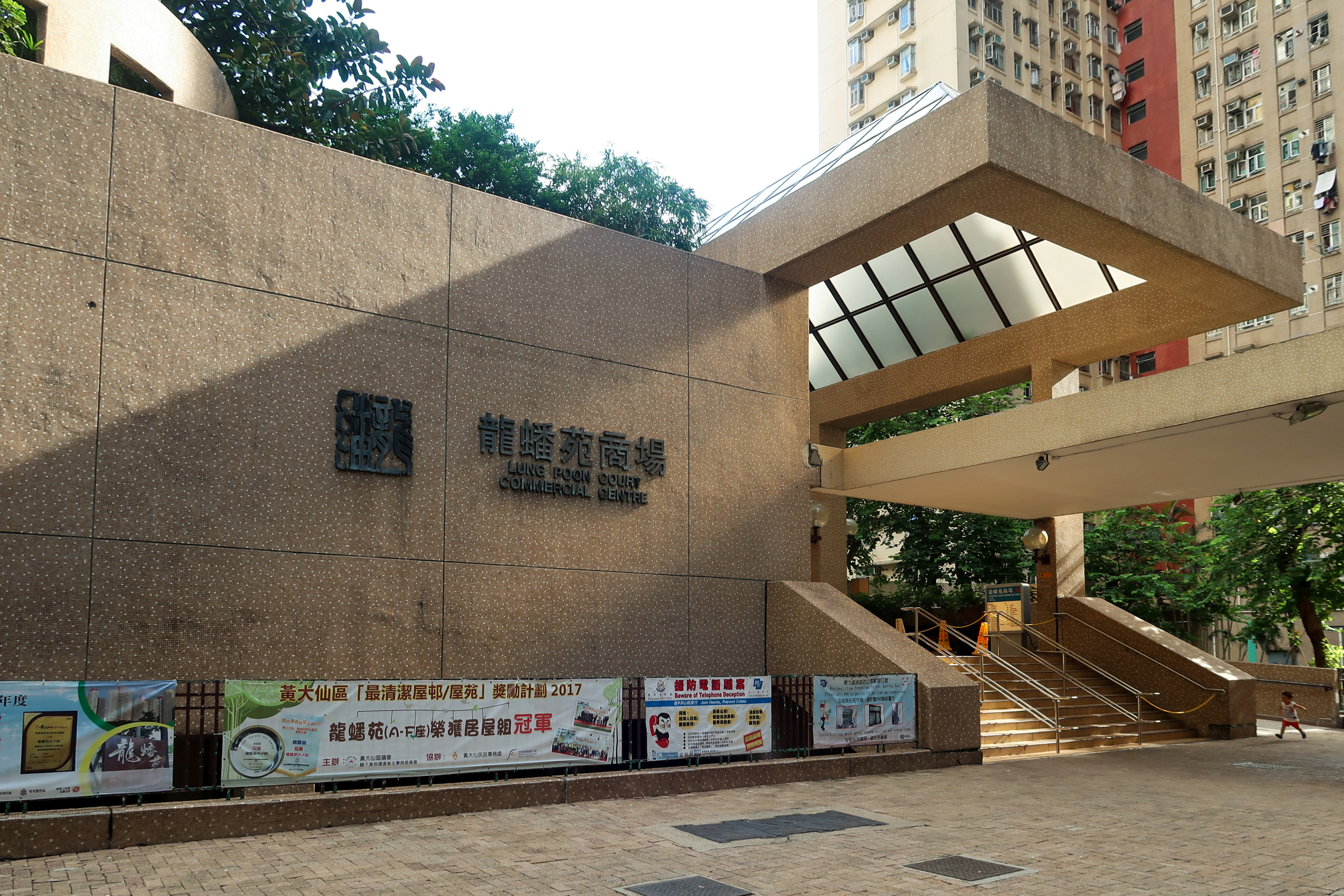
龍蟠苑商場外貌
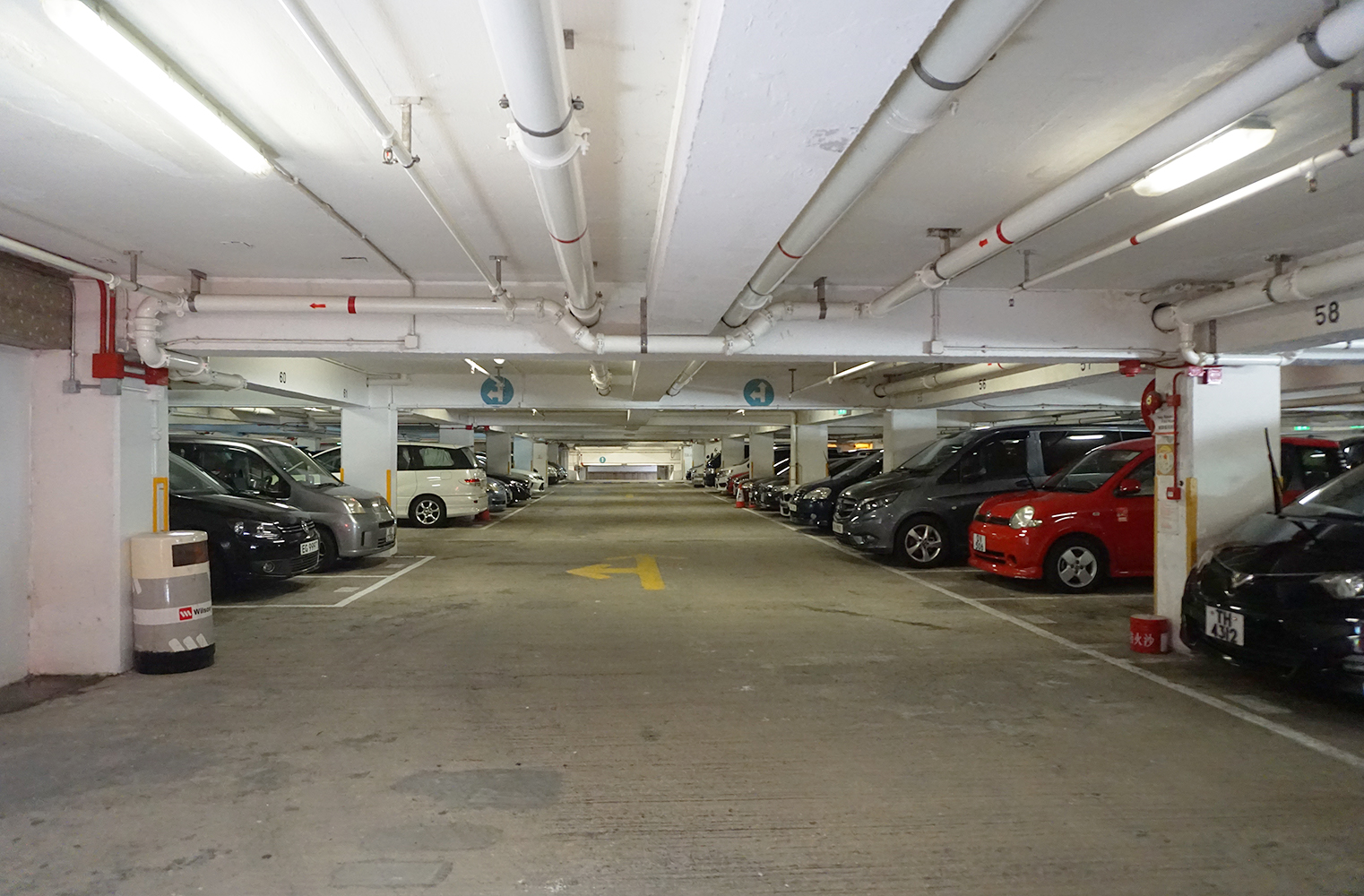
龍蟠苑商場停車場
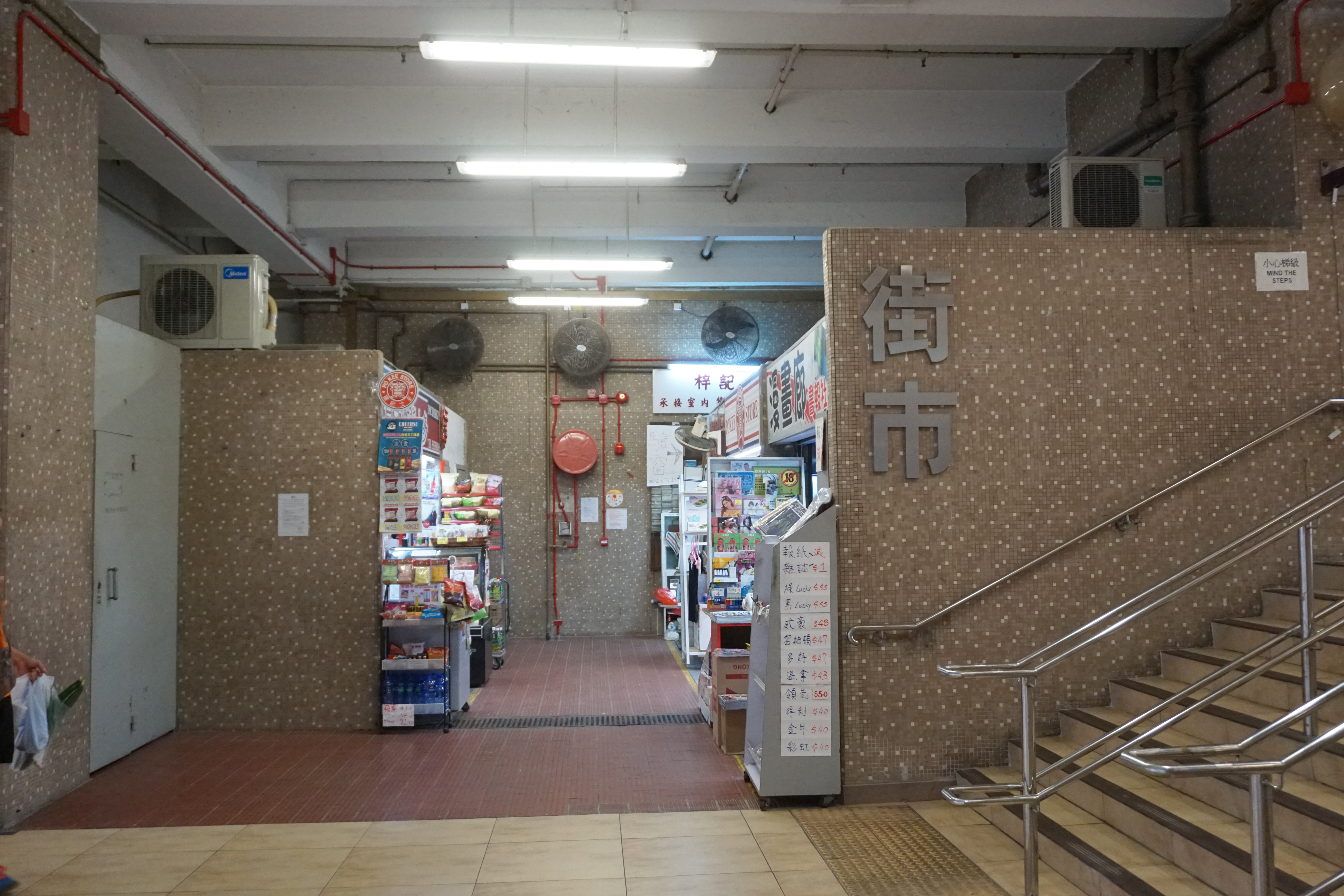
龍蟠苑街市
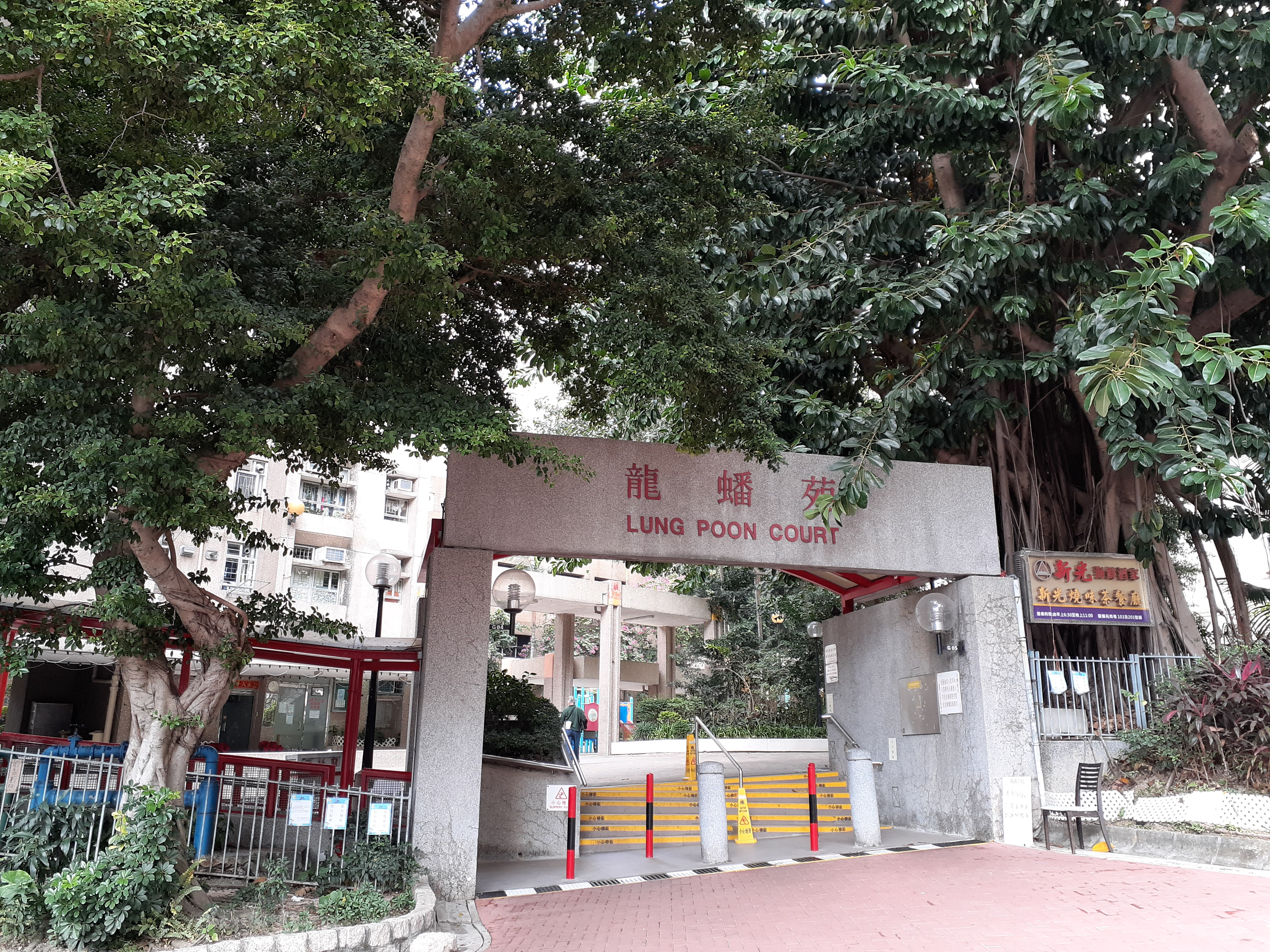
龍蟠苑位於龍蟠街的主入口
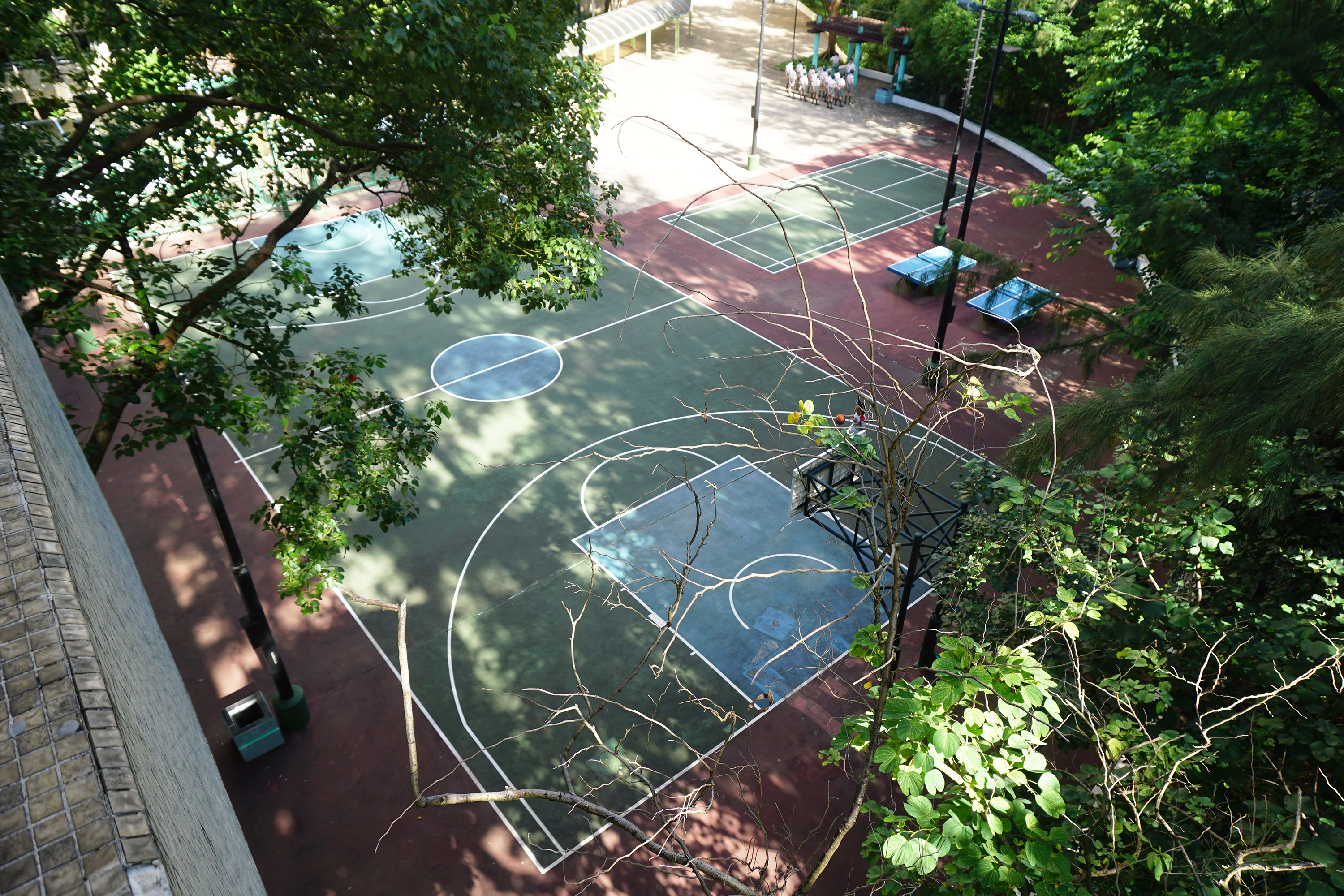
籃球及羽毛球場、乒乓球枱
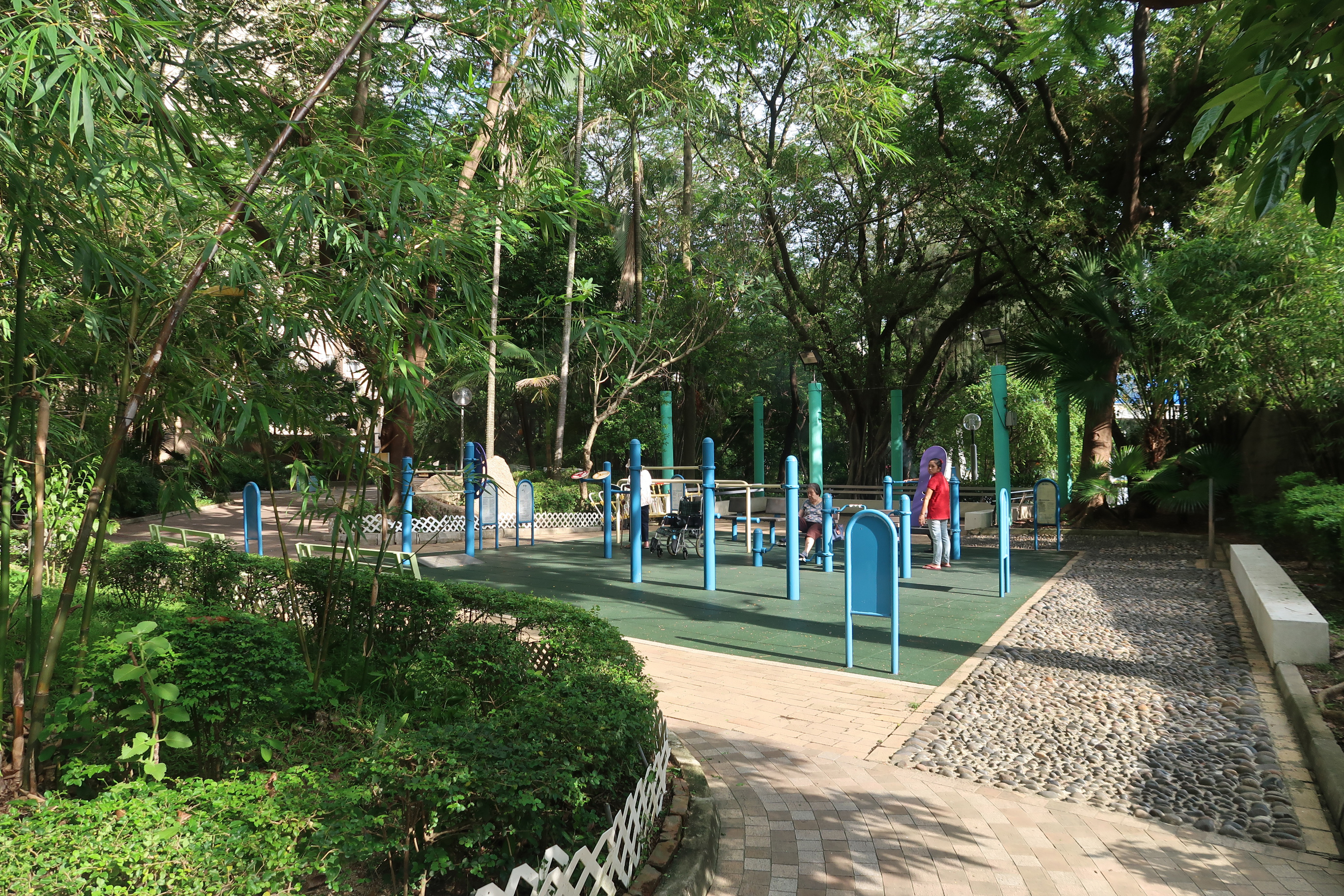
健體區及卵石路步行徑

## 交通

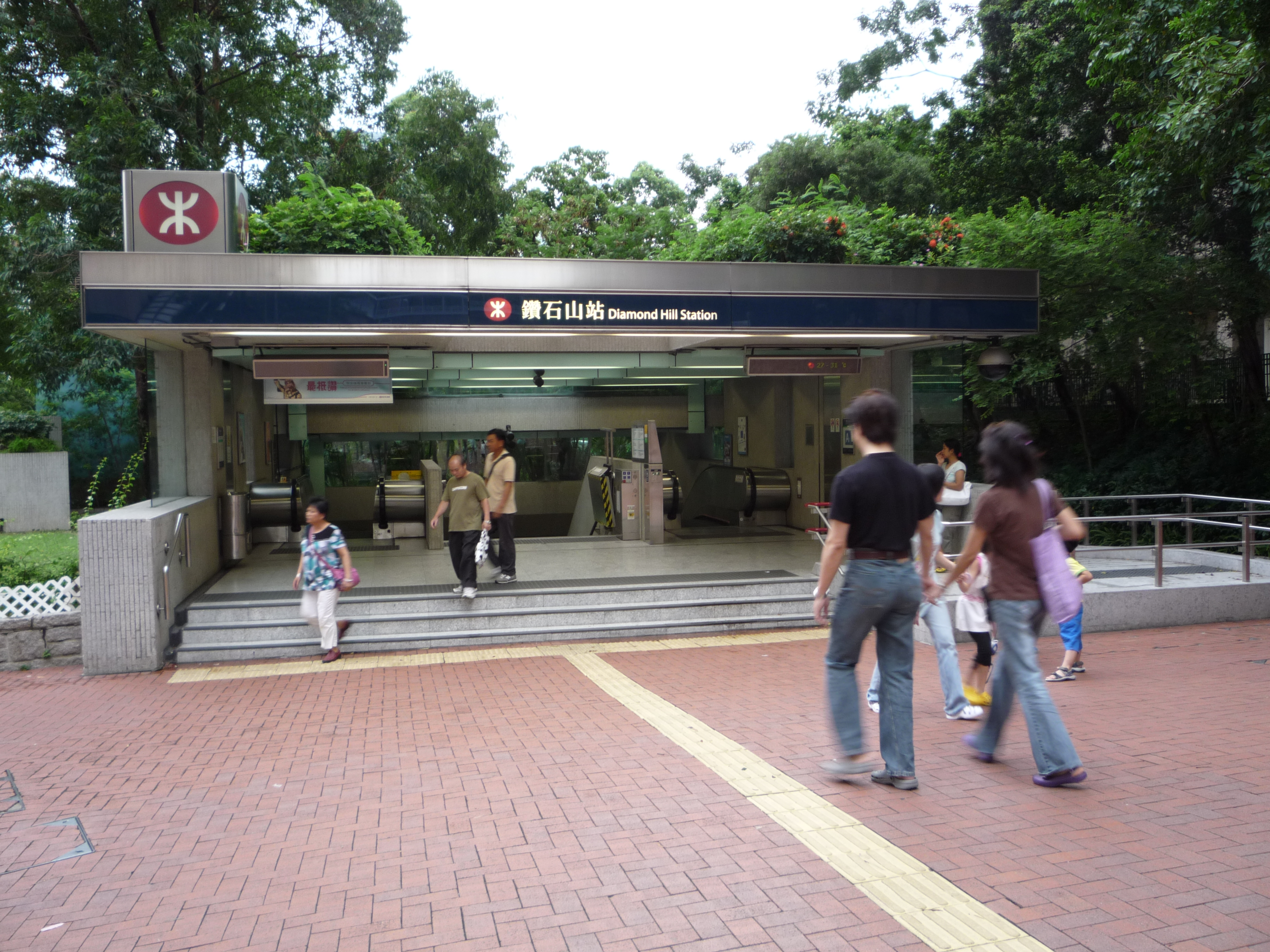
屋苑鄰近港鐵鑽石山站

## 教育設施

### 幼稚園
- 五邑工商總會張祝珊幼稚園（1988年創辦）
- 永樂創新英文幼稚園 （页面存档备份，存于）（2014年創辦）

#### 已結束
- 聖文德幼稚園

## 事件

### 法團被區議員告誹謗
2014年6月，龍蟠苑法團在屋苑各處張貼通告，甚至把通告投入業主信箱。通告內容則是影射時任區議員、現黃大仙龍星區議員譚香文「搞風搞雨，破壞屋苑安寧」。譚在得悉事件後嘗試和法團溝通，希望能把通告撤去，惟溝通不果，事後法團亦沒有把通告撤去。由於通告內容用字嚴重影響譚個人聲譽，譚於2014年9月入稟法庭控告龍蟠苑法團誹謗，希望令管理委員會停止其行為。譚入稟控告法團誹謗，但隨即向法團提出「一元和解」和解方案，法團拒絕道歉, 不肯接受譚的方案。
2015年3月10日，業主就事件聯署，希望召開特別大會，提出不要以屋苑基金付訟費。惟法團在同年5月14日以業主聯署不足5％及議程不成立為由，拒絕召開會議。同年6月28日，有更多業主參與聯署，成功召開業主大會。據悉，會上其中一個議題為討論應否撤回通告，以節省業主開支。惟當是時任法團主席張家友則指出，若接受和解，即代表認錯，並表示原告人（即譚香文）可以就此不停追討，最終業主可能要支付逾千萬費用。在場的法團律師則指出，即使要打官司，費用只是在30至40萬元的範圍,，並於大會過程中，無視部分業主接受「一元和解」方案的意向，直接跳過議程，不作任何回應。
在2017年3月15日，屋苑代表再次召開業主大會，會議其中一項內容為動議撤銷通告及銷案，並接受和解方案，但當時的法團主持並沒有對此作出表決，就把議程略過。法團當時指因他們並非原告人，所以並不可以撤銷案件。到正式上庭（即2017年末），譚香文再次提出希望以「一蚊和解」解決事情，惟對方依舊不從，最終事件需要放上法庭進行裁決。
張家友曾是2003年區議會選舉時，譚的對手助選團隊成員，譚香文認為當時法團拒絕和解原因，與時任法團主席張家友有關。最終，誹謗案件以譚香文一方勝訴落幕，法團敗訴需要承擔所有訟費及兩份通告的賠償，合共近270萬元。譚香文勝訴後，對小業主需要負上支付賠償的責任，同樣感到十分遺憾。她認為法團原則上是令屋苑管理做得更好，是管理內務而非外務，又認為過往法團做法越權有問題，當初強行不接受和解，如同否定業主的決定權，最終令龍蟠苑小業主蒙受損失。